# Мацис

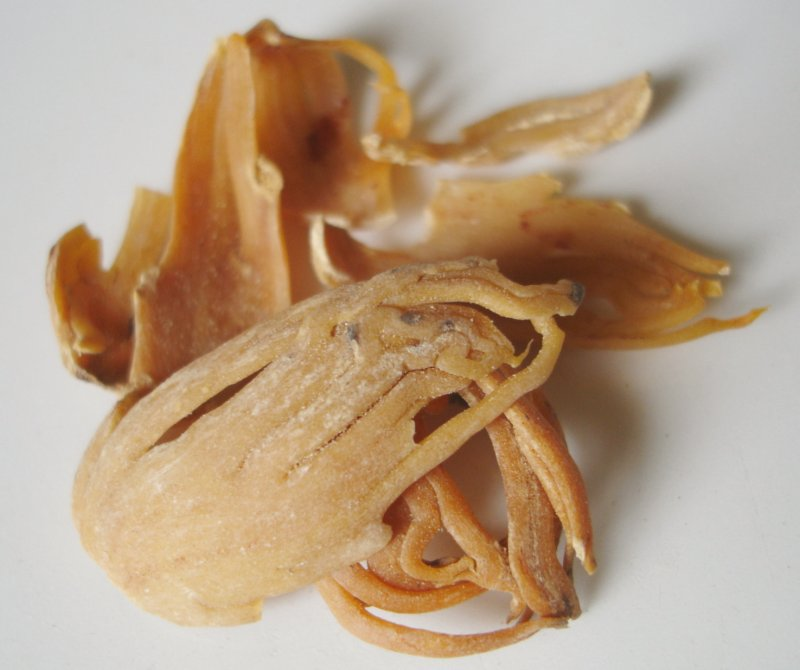
Мускатный цвет

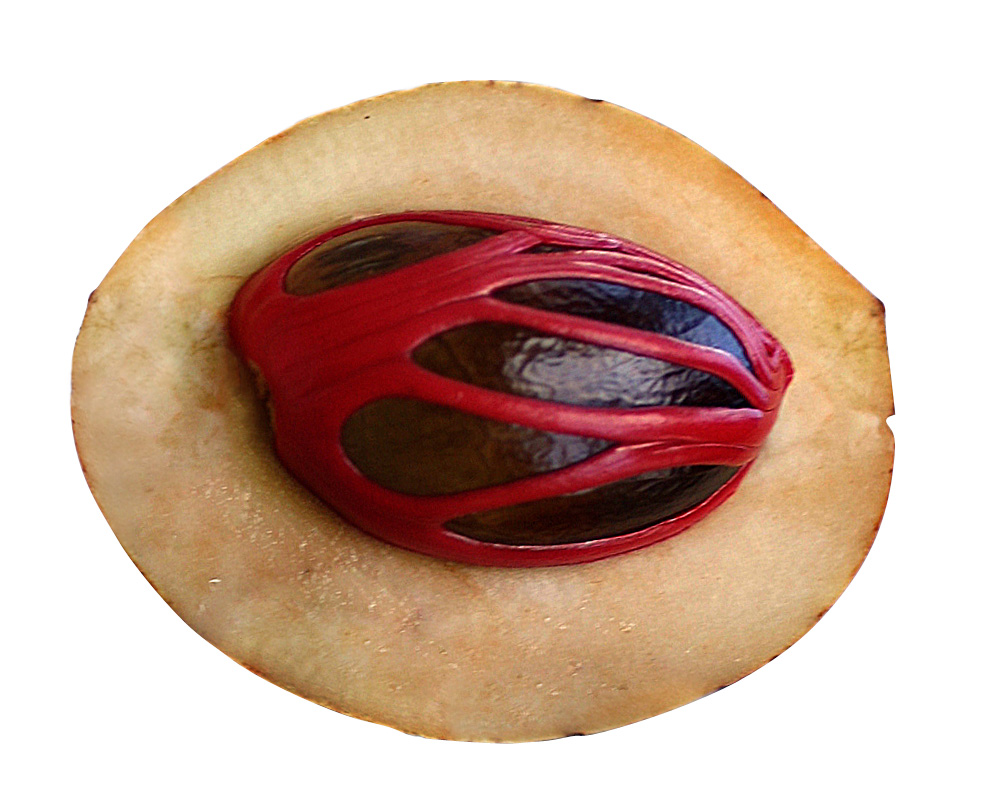
Плод мускатника в разрезе. Хорошо виден ярко-красный ариллус

Ма́цис, или муска́тный цвет, — пряность, представляющая собой высушенный ариллус (присемянник) мускатника душистого (Myristica fragrans) или некоторых других видов мускатника.

## Технология заготовки
Хотя эту пряность и называют мускатным цветом, получают её не из цветка мускатника, а из ариллуса — окружающей семя сочной ярко-красной плёнки, иногда сплошной, но чаще сильно рассечённой сеточкой разрезов, придающей ей подобие лепестков. Ариллус стараются снять неповреждённым, выдавливая из него орех, поскольку целый мускатный цвет ценится на рынке выше ломаного.
Снятый ариллус подвяливают на солнце, раскладывая на циновках, пока он не потеряет упругость и не станет мягким, затем сплющивают (для удобства упаковки) и досушивают. Сухой мацис имеет вид твёрдой хрупкой пластинки от светло-оранжевого до тёмно-жёлтого цвета. Часто продаётся измельчённым в порошок.

## Применение
Мускатный цвет обладает приятным ароматом и пряно-жгучим вкусом, отличающимися от запаха и вкуса мускатного ореха — семени того же растения, поэтому мускатный цвет и мускатный орех считаются разными пряностями.
Применяется при изготовлении кондитерских изделий (например десертов и печенья). Также добавляется в супы, в сливочные соусы, в блюда из баранины и курицы, к сырам, сосискам. Используется во французской, английской, азиатских и индийской кухнях. Сочетается с гарам масала и карри.
Из мациса извлекают эфирное масло для парфюмерии, косметики и пищевой промышленности.